# Synagoga w Sławkowie (Morawy)
Synagoga w Sławkowie (cz. Synagoga v Slavkově u Brna) – synagoga znajdująca się w Sławkowie w Czechach, w pobliżu centrum miejscowości.
Pierwsza synagoga powstała w XVI wieku. Obecna w stylu neoromańskim została wzniesiona w 1858 roku. Obecnie jest wykorzystywana jako świątynia Czechosłowackiego Kościoła Husyckiego.